# Rexy Mainaky
Rexy Ronald Mainaky, plus simplement Rexy Mainaky, né le 9 mars 1968 sur l'île de Ternate en Indonésie est un ancien joueur de badminton. Avec son partenaire de double hommes Ricky Subagja, ils ont remporté plus de 30 compétitions internationales au cours des années 1990, parmi lesquelles les plus prestigieuses : Jeux olympiques, Championnats du monde, Open d'Angleterre, World Grand Prix Finals (équivalent de l'actuel Super Series Masters Finals).
Il est reconnu par ses pairs et par les fans de badminton comme l'un des plus grands joueurs de double de tous les temps. Il est d'ailleurs entré en 2009 au Hall of Fame du badminton (en).

## Carrière

### Jeux olympiques
Aux Jeux olympiques de 1992 à Barcelone (Espagne), pour la 1re apparition du badminton aux Jeux, Rexy Mainaky et Ricky Subagja terminent à la 5e place après avoir été éliminés en quart de finale par les sud-coréens Kim Moon-soo et Park Joo-bong, futurs champions olympiques.
4 ans plus tard à Atlanta (États-Unis), Rexy Mainaky et Ricky Subagja remportent la médaille d'or après une finale disputée contre les malaisiens Cheah Soon Kit et Yap Kim Hock.
En 2000 à Sydney (Australie), Rexy Mainaky est le porte-drapeau de la délégation indonésienne. Avec son partenaire Ricky Subagja, ils prennent encore la 5e place après s'être inclinés une nouvelle fois en quart de finale (après l'édition de 1992) contre des sud-coréens, Ha Tae-kwon et Kim Dong-moon.

### Grands championnats

#### Championnats du monde
Pour leur 1re participation aux Championnats du monde en 1991, Rexy Mainaky et Ricky Subagja sont éliminés au 4e tour par Park Joo-bong et Kim Moon-soo (Corée du Sud).
En 1993, Rexy ne joue pas. Ricky Subagja, associé à Rudy Gunawan, remporte l'or en battant en finale les malaisiens Cheah Soon Kit et Soo Beng Kiang.
Rexy et Ricky deviennent enfin champions du monde en 1995 à Lausanne. Ils battent en finale les danois Jon Holst-Christensen et Thomas Lund.
En 1997 ils perdent en demi-finale contre les malaisiens Yap Kim Hock et Cheah Soon Kit et remportent ainsi une médaille de bronze.
1999 est la dernière participation de Rexy Mainaky et Ricky Subagja aux Championnats du monde. Ils perdent en quart de finale face à Lee Dong-soo et Yoo Yong-sung (Corée du Sud).

#### Jeux Asiatiques
Aux Jeux asiatiques de 1994 à Hiroshima et 1998 à Bangkok, Rexy Mainaky et Ricky Subagja remportent le titre en double hommes et par équipes.

#### Par équipes
Outre ses 2 victoires par équipes aux Jeux asiatiques, Rexy Mainaky a fait partie de l'équipe indonésienne victorieuse 4 fois de suite de la Thomas Cup en 1994, 1996, 1998 et 2000.

### Tournois
| Année | Compétition             | Résultat  | Partenaire    |
| ----- | ----------------------- | --------- | ------------- |
| 1992  | Open de Thaïlande       | Vainqueur | Ricky Subagja |
| 1992  | Open de Hong Kong       | Vainqueur | Ricky Subagja |
| 1992  | Open de Chine           | Vainqueur | Ricky Subagja |
| 1992  | World Grand Prix Finals | Vainqueur | Ricky Subagja |
| 1993  | Open d'Indonésie        | Vainqueur | Ricky Subagja |
| 1993  | Open de Malaisie        | Vainqueur | Ricky Subagja |
| 1993  | Open de Suède           | Vainqueur | Ricky Subagja |
| 1993  | World Cup               | Vainqueur | Ricky Subagja |
| 1994  | Open de Suède           | Vainqueur | Ricky Subagja |
| 1994  | Open d'Angleterre       | Finaliste | Ricky Subagja |
| 1994  | Open de Singapour       | Vainqueur | Ricky Subagja |
| 1994  | Open d'Indonésie        | Vainqueur | Ricky Subagja |
| 1994  | Open de Malaisie        | Vainqueur | Ricky Subagja |
| 1994  | World Grand Prix Finals | Vainqueur | Ricky Subagja |
| 1995  | Open de Singapour       | Vainqueur | Ricky Subagja |
| 1995  | Open d'Angleterre       | Vainqueur | Ricky Subagja |
| 1995  | Open du Japon           | Vainqueur | Ricky Subagja |
| 1995  | World Cup               | Vainqueur | Ricky Subagja |
| 1996  | Open d'Angleterre       | Vainqueur | Ricky Subagja |
| 1996  | Open du Japon           | Vainqueur | Ricky Subagja |
| 1996  | World Grand Prix Finals | Vainqueur | Ricky Subagja |
| 1997  | Open d'Indonésie        | 3e        | Ricky Subagja |
| 1997  | Open du Japon           | Vainqueur | Ricky Subagja |
| 1997  | Open de Thaïlande       | 3e        | Ricky Subagja |
| 1997  | Open de Malaisie        | Vainqueur | Ricky Subagja |
| 1997  | Open de Suisse          | 3e        | Ricky Subagja |
| 1997  | Open de Taïwan          | 3e        | Ricky Subagja |
| 1997  | World Cup               | Vainqueur | Ricky Subagja |
| 1998  | Open d'Indonésie        | Vainqueur | Ricky Subagja |
| 1998  | Open du Japon           | 3e        | Ricky Subagja |
| 1998  | Open d'Angleterre       | 3e        | Ricky Subagja |
| 1998  | Open du Danemark        | Vainqueur | Ricky Subagja |
| 1999  | Open d'Indonésie        | Vainqueur | Ricky Subagja |
| 2000  | Open du Japon           | 3e        | Ricky Subagja |
| 2000  | Championnats d'Asie     | Vainqueur | Tony Gunawan  |
| 2000  | Open d'Indonésie        | 3e        | Ricky Subagja |

## Après-carrière
Rexy Mainaky a embrassé une carrière d'entraîneur. Il a officié avec les doubles dames de la Malaisie pendant 7 ans, de l'Angleterre et a été l'entraîneur en chef de l'équipe de badminton des Philippines.
En 2012, avec d'autres anciennes gloires du badminton de son pays (Susi Susanti et son ancien partenaire de double Ricky Subagja), il a rejoint la fédération indonésienne où il aura la charge du développement de ce sport.

## Vie privée
Après avoir vécu 7 ans 1/2 en Malaisie, la femme et les enfants de Rexy Mainaky s'y sont définitivement installés en 2012 alors qu'il était nommé à la fédération indonésienne de badminton.